# Данлап (Айова)
Данлап (англ. Dunlap) — місто (англ. city) в США, в округах Гаррісон і Кроуфорд штату Айова. Населення — 1038 осіб (2020).

## Географія
Данлап розташований за координатами 41°51′9″ пн. ш. 95°36′5″ зх. д. / 41.85250° пн. ш. 95.60139° зх. д. (41.852473, -95.601254).  За даними Бюро перепису населення США в 2010 році місто мало площу 2,97 км², з яких 2,92 км² — суходіл та 0,04 км² — водойми.

## Демографія
Згідно з переписом 2010 року, у місті мешкали 1042 особи в 466 домогосподарствах у складі 279 родин. Густота населення становила 351 особа/км².  Було 519 помешкань (175/км²).
Расовий склад населення:
| - 98,0 % — білих - 0,7 % — корінних американців - 0,2 % — азіатів |

До двох чи більше рас належало 1,2 %. Частка іспаномовних становила 0,8 % від усіх жителів.
За віковим діапазоном населення розподілялося таким чином: 21,0 % — особи молодші 18 років, 53,5 % — особи у віці 18—64 років, 25,5 % — особи у віці 65 років та старші. Медіана віку мешканця становила 46,9 року. На 100 осіб жіночої статі у місті припадало 92,3 чоловіків;  на 100 жінок у віці від 18 років та старших — 87,5 чоловіків також старших 18 років.
Середній дохід на одне домашнє господарство  становив 55 992 долари США (медіана — 50 000), а середній дохід на одну сім'ю — 67 395 доларів (медіана — 56 833). Медіана доходів становила 46 471 долар для чоловіків та 29 653 долари для жінок. За межею бідності перебувало 6,2 % осіб, у тому числі 4,1 % дітей у віці до 18 років та 16,8 % осіб у віці 65 років та старших.
Цивільне працевлаштоване населення становило 603 особи. Основні галузі зайнятості: освіта, охорона здоров'я та соціальна допомога — 19,7 %, виробництво — 15,1 %, роздрібна торгівля — 10,6 %, транспорт — 9,1 %.